# أم تليل
أم تليل قرية سوريّة تتبع إداريّاً لمحافظة حلب منطقة عين العرب ناحية الجلبية، بلغ تعداد سكانها 1,421 نسمة حسب التعداد السكاني لعام 2004.